# Medal Armii
Medal Armii (niderl. Landmachtmedaille) – holenderskie odznaczenie wojskowe.

## Historia
Odznaczenie zostało ustanowione dekretem Ministra Obrony nr 038/2002002816 z dnia 1 września 2002 roku, dla wyróżnienia oficerów i żołnierzy holenderskiej armii, za długoletnią służbę w jednostkach operacyjnych, pełniących służbę na terytorium Holandii, jak również na terenach zamorskich Holandii, jej byłych koloniach oraz w operacjach międzynarodowych. Dekretem nr BS 2018011768 z dnia 12 czerwca 2018 r. zmieniono zasady nadawania tego odznaczenia.

## Zasady nadawania
Odznaczenie jest nadawane żołnierzom i oficerom holenderskiej armii. Według dekretu Ministra Obrony ustanawiającego to odznaczenie miało być ono nadawane:
- oficerom i żołnierzom jednostek operacyjnych i sztabów holenderskiej armii – 1 Korpusu, 1 Dywizji oraz byłego 1 Korpusu armii holenderskiej, jeżeli odbywali służbę w jednostkach operacyjnych przez okres
  - co najmniej 48 miesięcy za granicą w okresach co najmniej 30 dniowych
  - co najmniej 36 miesięcy na terenie Holandii i dodatkowo co najmniej 24 miesięcy za granicą lub co najmniej 6 miesięcy na terenie obecnych lub byłych terytoriów zamorskich Holandii
  - co najmniej 84 miesięcy na terytorium Holandii.

Po zmianach wyprowadzonych dekretem z 12 czerwca 2018 odznaczenie to jest nadawane oficerom i żołnierzom holenderskiej armii, którzy są lub byli w służbie czynnej po 1 września 2002 roku i spełniają następujące kryteria, po dniu 1 stycznia 2004 roku pobierali dodatek operacyjny przez okres co najmniej 500 dni
- jako rekompensatę zgodnie z art. 6 rozporządzenia dot. nadgodzin, pracy w warunkach bojowych, na ćwiczeniach itp.
- zasiłek należący się członkom oddziałów służącym w ramach misji pokojowych ONZ i humanitarnych[3]

Odznaczenie może być także nadawane żołnierzom innych rodzajów holenderskich sił zbrojnych, o ile dowódca wojsk lądowych uzna ich służbę jako równorzędną służbie operacyjnej i spełniają oni pozostałe warunki.
Odznaczenie nadawane jest jednorazowo.

## Opis odznaki
Odznaka medalu wykonana jest z metalu w kolorze brązu w postaci krążka o średnicy 35 mm.   
Na awersie znajduje się mapa półkuli zachodniej, w środku której znajduje się godło holenderskiej armii, okrągła tarcza z lwem z holenderskiego herbu, nad nią korona królewska. Tarcza jest umieszczona na dwóch skrzyżowanych mieczach z ostrzami skierowanymi w górę.
Na rewersie odznaki znajduje się herb Holandii. 
Medal zawieszony jest na wstążce o szerokości 27 mm, w trzech kolorach, od prawej pasek ciemnoniebieski o szer. 4 mm, biały o szer. 4 mm, zielony o szer. 11 mm, biały o szer. 4 mm i ciemnoniebieski szer. 4 mm.